# 리처드 머리
리처드 앨런 머리(Richard Alan Murray)는 영국의 기업인이자 찰턴 애슬레틱 FC의 구단주이자 회장이다.
20년 동안 아베스코의 회장을 지냈고, 1984년 엔터테인먼트와 스포츠 산업 전문 서비스 제공 업체를 설립했으며, 인테스틴미디어의 회장을 지냈다.
1990년대부터 찰턴 애슬레틱 FC에 참여해 구단주가 되었다.